# Mitsuru Hongō
Mitsuru Hongo (12 de Outubro de 1959) é um diretor e produtor japonês famoso por produzir animes na televisão japonesa. Sua carreira é marcada por dirigir as séries: IGPX, Outlaw Star e a prestigiada série Deltora Quest (anime).